# Norvège aux Jeux olympiques d'hiver de 1964
La Norvège participe aux Jeux olympiques d'hiver de 1964, organisés à Innsbruck en Autriche. Ce pays participe aux Jeux olympiques d'hiver pour la neuvième fois après sa présence à toutes les éditions précédentes. La délégation norvégienne, formée de 58 athlètes (51 hommes et 7 femmes), obtient quinze médailles (trois d'or, six d'argent et six de bronze) et se classe au troisième rang du tableau des médailles.

## Médaillés
| Médaille                            | Nom               | Discipline          | Épreuve               |
| ----------------------------------- | ----------------- | ------------------- | --------------------- |
| Médaille d'or, Jeux olympiques      | Tormod Knutsen    | Combiné nordique    | Individuel hommes     |
| Médaille d'or, Jeux olympiques      | Toralf Engan      | Saut à ski          | Grand tremplin hommes |
| Médaille d'or, Jeux olympiques      | Knut Johannesen   | Patinage de vitesse | 5 000 mètres hommes   |
| Médaille d'argent, Jeux olympiques  | Harald Grønningen | Ski de fond         | 15 kilomètres hommes  |
| Médaille d'argent, Jeux olympiques  | Harald Grønningen | Ski de fond         | 30 kilomètres hommes  |
| Médaille d'argent, Jeux olympiques  | Toralf Engan      | Saut à ski          | Petit tremplin hommes |
| Médaille d'argent, Jeux olympiques  | Alv Gjestvang     | Patinage de vitesse | 500 mètres hommes     |
| Médaille d'argent, Jeux olympiques  | Per Ivar Moe      | Patinage de vitesse | 5 000 mètres hommes   |
| Médaille d'argent, Jeux olympiques  | Fred Anton Maier  | Patinage de vitesse | 10 000 mètres hommes  |
| Médaille de bronze, Jeux olympiques | Olav Jordet       | Biathlon            | 20 kilomètres hommes  |
| Médaille de bronze, Jeux olympiques | Torgeir Brandtzæg | Saut à ski          | Petit tremplin hommes |
| Médaille de bronze, Jeux olympiques | Torgeir Brandtzæg | Saut à ski          | Grand tremplin hommes |
| Médaille de bronze, Jeux olympiques | Villy Haugen      | Patinage de vitesse | 1 500 mètres hommes   |
| Médaille de bronze, Jeux olympiques | Fred Anton Maier  | Patinage de vitesse | 5 000 mètres hommes   |
| Médaille de bronze, Jeux olympiques | Knut Johannesen   | Patinage de vitesse | 10 000 mètres hommes  |